# جوئی کاپ
جوئی کاپ (انگلیسی: Joey Cape؛ زادهٔ ۱۶ نوامبر ۱۹۶۶) یک موسیقی‌دان اهل ایالات متحده آمریکا است.